# Lewis McGugan
Lewis Shay McGugan (né le 25 octobre 1988 à Nottingham) était un footballeur anglais. 

## Carrière en club
Le 2 février 2015 il est prêté à Sheffield Wednesday.
Le 16 juillet 2015 il rejoint Sheffield Wednesday.
Le 2 octobre 2017, il rejoint Northampton Town.

## Palmarès
- Nottingham Forest :
  - Vice-champion de League One en 2008.
- Watford :
  - Vice-champion de Championship en 2015.

## Statistiques
| Saison      | Club              | Pays         | Championnat         | Coupes nationales |
| ----------- | ----------------- | ------------ | ------------------- | ----------------- |
| 2006 - 2007 | Nottingham Forest | League One   | 15 matchs / 2 buts  | 3 matchs          |
| 2007 - 2008 | Nottingham Forest | League One   | 33 matchs / 6 buts  | 3 matchs / 1 but  |
| 2008 - 2009 | Nottingham Forest | Championship | 33 matchs / 5 buts  | 3 matchs          |
| 2009 - 2010 | Nottingham Forest | Championship | 19 matchs / 3 buts  | 3 matchs / 1 but  |
| 2010 - 2011 | Nottingham Forest | Championship | 42 matchs / 13 buts | 3 matchs          |

Dernière mise à jour le 26 juin 2011